# Diatto
La Diatto fu un'impresa metalmeccanica italiana fondata nel 1835 da Guglielmo Diatto, orientata dapprima nella produzione di veicoli ferrotranviari, che si specializzò in seguito nel mercato delle automobili sportive e di lusso.
L'azienda rimase in attività come costruttore fino al 1932, proseguendo poi quale produttore di ricambi fino al 1955.

## Settori di attività
Dall'originaria produzione di carrozze, la Diatto si concentrò inizialmente nel settore dei veicoli ferrotranviari, fornendo esemplari destinati alla circolazione in alcune città italiane, prima fra le quali Torino, nella cui rete tranviaria entrarono in servizio fra il 1910 e il 1912 le vetture delle serie 101-150 e 436-500, e fra il 1925 e il 1926 alcune unità del gruppo 520-598. La Diatto produsse anche, in collaborazione con Böker, una serie di tram a due piani per la STEFER, usati nelle linee tranviarie dei Castelli Romani, e alcuni esemplari per la rete urbana di Roma.

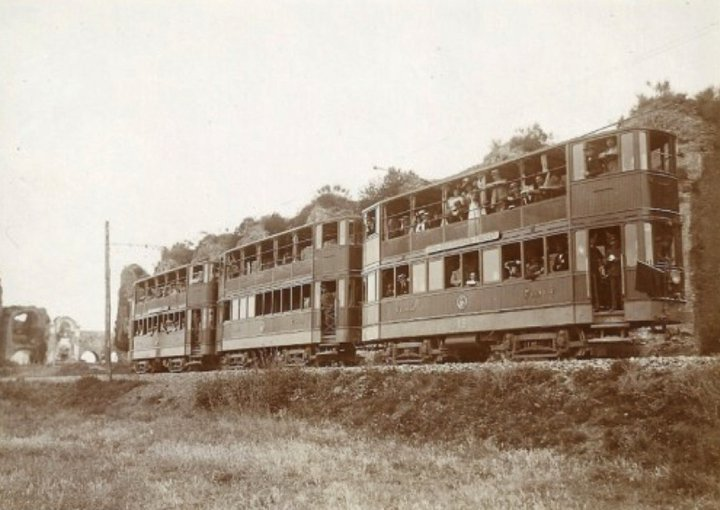
Convoglio STEFER a due piani in prova verso Frascati

La produzione automobilistica fu inizialmente basata su cinque modelli, il cui nome era dato dal numero di cilindri utilizzati nel motore, realizzati su licenza Clément e venduti anche con il solo telaio, privo di carrozzeria.
I primi modelli prodotti sono noti per le seguenti caratteristiche:
- "2 O.", a due cilindri, da 10 hp
- "4 V.S.", a quattro cilindri, da 14 cavalli
- "4 O.S.", a quattro cilindri, da 18 cavalli
- "4 X.", a quattro cilindri, da 25 cavalli
- "6 D.V.", a sei cilindri, da 35 cavalli

## Storia
L'azienda fu fondata nel 1835 da Guglielmo Diatto come fabbrica di carrozze ed è conosciuta come una delle case più antiche al mondo, tra i precursori dell'automobile, di vetture sportive e di lusso.

### Dalle carrozze ai veicoli ferroviari
Guglielmo Diatto brevettò nel 1838 una "ruota perfezionata" della quale nel Museo nazionale dell'automobile di Torino si conserva la documentazione; più avanti l'azienda diventò Ditta Ing. Diatto, Fonderie Officine Meccaniche Costruzioni in ferro e allargò la produzione ai vagoni ferroviari e tranviari con l'avvento all'amministrazione dei figli del capostipite, Giovanni e Battista.
La Diatto divenne così fornitrice di grandi società ferroviarie e tranviarie, come la Società per le Strade Ferrate del Mediterraneo, la Società Nazionale Ferrovie e Tramvie, la Compagnie Internationale des Wagons-Lits e la Tranvia Torino-Rivoli.
I fratelli Pietro e Vittorio Diatto, successori di Guglielmo, erano appassionati di automobili, e vollero dunque fondare loro stessi una casa automobilistica allorché l'acquisto di un modello Ceirano li lasciò insoddisfatti, innescando una controversia al termine della quale la Ceirano dovette riprendersi l'auto e restituire l'intero importo agli acquirenti. La sentenza del tribunale stabilì per la prima volta la necessità di garanzie che le case automobilistiche dovevano fornire a favore degli acquirenti.

### L'iniziativa dei fratelli Diatto

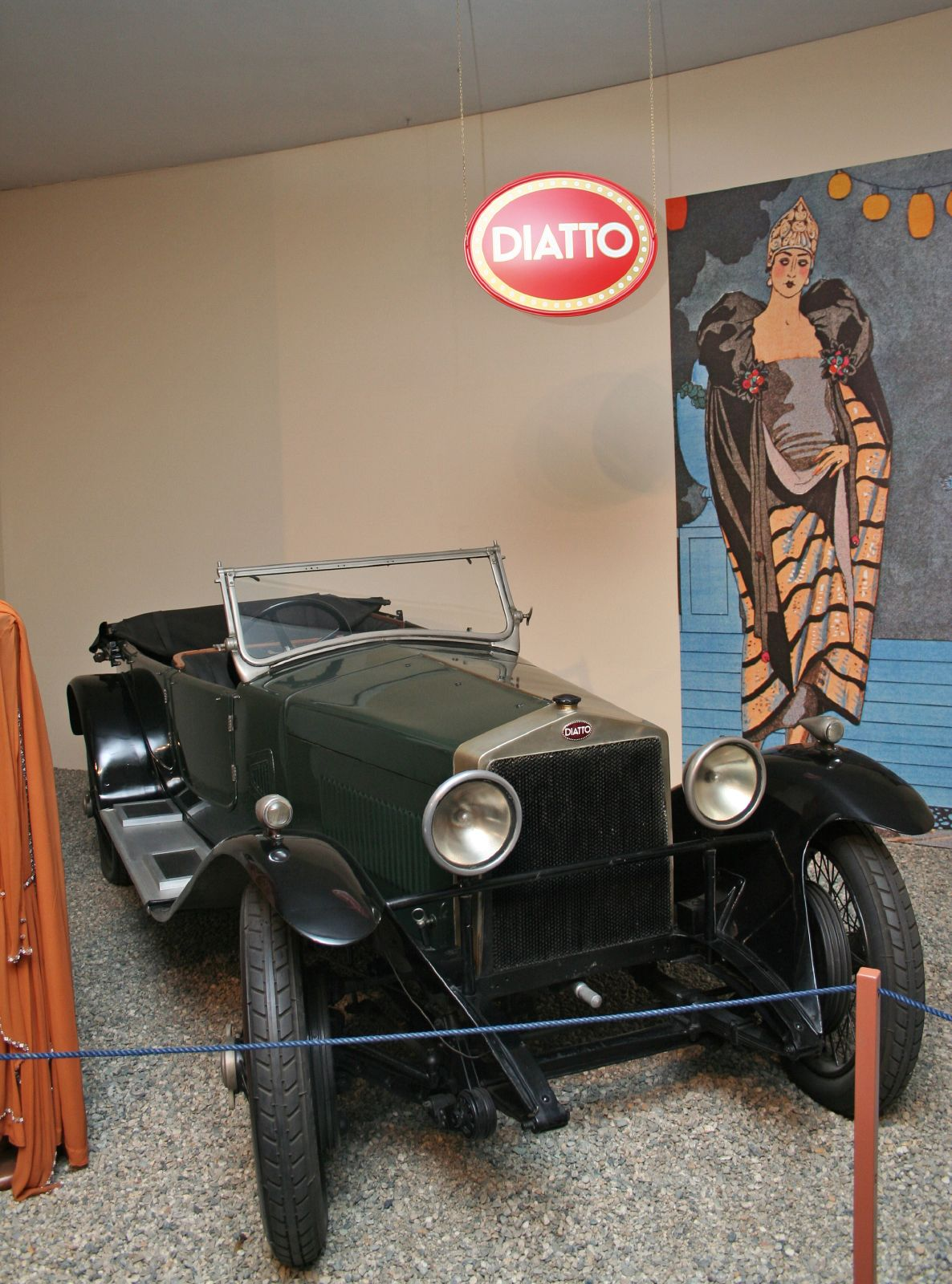
Diatto Tipo 30 del 1925

I Diatto fondarono dunque nel 1905 una propria azienda, con l'appoggio della Clément-Bayard, marchio francese già conosciuto in Italia. Nacque così la Società Anonima Diatto – A. Clément vettura marca Torino con sede a Torino. Presidente della società fu Adolphe Clément, vice presidente l'ingegnere Vittorio Diatto, direttore tecnico l'ingegnere Silvio Bertelà, consiglieri Basilio Poccardi, Paolo Cattaneo e Gian Battista Vercellone.
Il progetto era ambizioso: l'officina si estendeva per quasi 6.500 m2, attrezzata con i medesimi macchinari utilizzati dalla Clément-Bavard; vi lavorarono subito più di 500 operai. Per fare un raffronto, alla FIAT gli operai erano 770. Per l'organizzazione commerciale la nuova società si affidò alla Fabbre e Gagliardi che già serviva l'Itala.
Nel 1908 la Diatto fu la prima ditta al mondo ad applicare motori a benzina su macchine agricole, invenzione per la quale ottenne un premio ministeriale.
Nel 1909 i fratelli Diatto rilevarono la partecipazione di Adolphe Clément, 7000 azioni, e il nome della società cambiò in Autocostruzioni Diatto, diventando interamente italiana.
Grazie anche ai successi nelle competizioni, nel 1910 Diatto rifornì la Casa Reale italiana (che era diventata cliente già nel 1907 e lo restò fino 1928) con 4 vetture di cui una sportiva. Anche la famiglia del giovane e futuro costruttore Enzo Ferrari divenne cliente.
Per fare fronte alle forti ordinazioni, dal 1912 al 1915, acquisì parte degli stabili della fabbrica di automobili Itala, rilevò le officine della Scacchi (fondata a Chivasso nel 1911 dall'ingegner Cesare Scacchi, già capo officina della Fiat, e che aveva circa 100 dipendenti e produceva cinque vetture al mese) e della Newton, ex Valt (Vetture Automobili Leggere Torino, fondata nel 1911 e in seguito acquisita dall'industriale inglese John Newton). Trasferì così il personale e i macchinari in un secondo stabilimento per incrementare la normale produzione di oltre 40 veicoli mensili.
Nel 1915 la Diatto acquisì il controllo della società Gnome et Rhône, la più importante fabbrica di motori aeronautici, titolare del brevetto del motore rotativo dei caccia militari, con all'attivo una produzione di 200 motori aeronautici al mese, trasferendo la sofisticata tecnologia alla produzione automobilistica.
Lo stesso anno iniziò una collaborazione con Ettore Bugatti per la realizzazione di un motore 8 cilindri, progettato da Bugatti, destinato alle esigenze belliche dell'industria aeronautica. Il propulsore terminò i collaudi nel 1916 e l'azienda acquisì commesse da tutta Europa: 5.000 motori aeronautici per le armate aeree d'Italia, Russia, Francia, Regno Unito.
Il binomio Diatto-Gnome & Rhône vinse anche le più ambite gare europee di trasvolate: traversata del Mediterraneo, coppa Gordon Bennet, meeting di Reims, raid di Friedricksafen, Düsseldorf, Cuxhaven, Zeebrugge, Dunkerque.

### La prima guerra mondiale e la crisi
Durante la prima guerra mondiale Diatto produsse per l'esercito camion militari e motori aeronautici. Il mancato incasso di queste ingenti forniture militari al Regno d'Italia creò le condizioni per il futuro dissesto della Diatto. Nel 1917 il ramo ferroviario della Diatto fu acquisito dalla Fiat per dare luce alla Fiat Ferroviaria.
Finita la prima guerra mondiale, la collaborazione con la Bugatti venne estesa alla produzione di automobili di prestigio: nel 1919 furono presentate ai Saloni Internazionali di Londra e di Parigi (nella capitale francese gli uffici aziendali erano sugli Champs-Elysées) cinque ammiraglie, tra cui tre nuovissime "Diatto 30-Bugatti", con motori a 16 valvole, prodotte con telai costruiti su licenza Bugatti.
La produzione delle Diatto-Bugatti continuò per diversi anni, anche con le Tipo 22 e Tipo 23.

Anche le recensioni delle riviste erano favorevoli: Motori, aero, cicli e sports il 20 settembre 1919 scriveva 
Negli anni 1920 le Diatto riscuotevano successo commerciale in tutta Europa e in particolare modo in Inghilterra dove, per esempio, la rivista The Motor Autojournal, nel febbraio 1923 pubblica una prova su strada della Diatto 25 HP e, comparandola con la Bentley 3 Litre compressore, le accreditava le medesime prestazioni.
Nel 1925 la forza lavoro raggiungeva i 1.500 operai, facendo della Diatto il terzo gruppo industriale del Regno d'Italia.
I più importanti carrozzieri al mondo vestivano le vetture: Bertone (ex dipendente), Castagna, Garavini, Ghia e Schieppati (piloti Diatto), Mulliner, Stabilimenti Farina, Zagato.
Nel 1932, però, in seguito alle perduranti difficoltà economiche create dal definitivo mancato incasso delle ingenti forniture militari al Regno d'Italia, dopo avere costruito circa 8.500 vetture, la società cambiò di proprietà e limitò la produzione ai soli pezzi di ricambio per le auto già prodotte, attività poi cessata nel 1955.

### L'omaggio di Zagato nel nuovo millennio

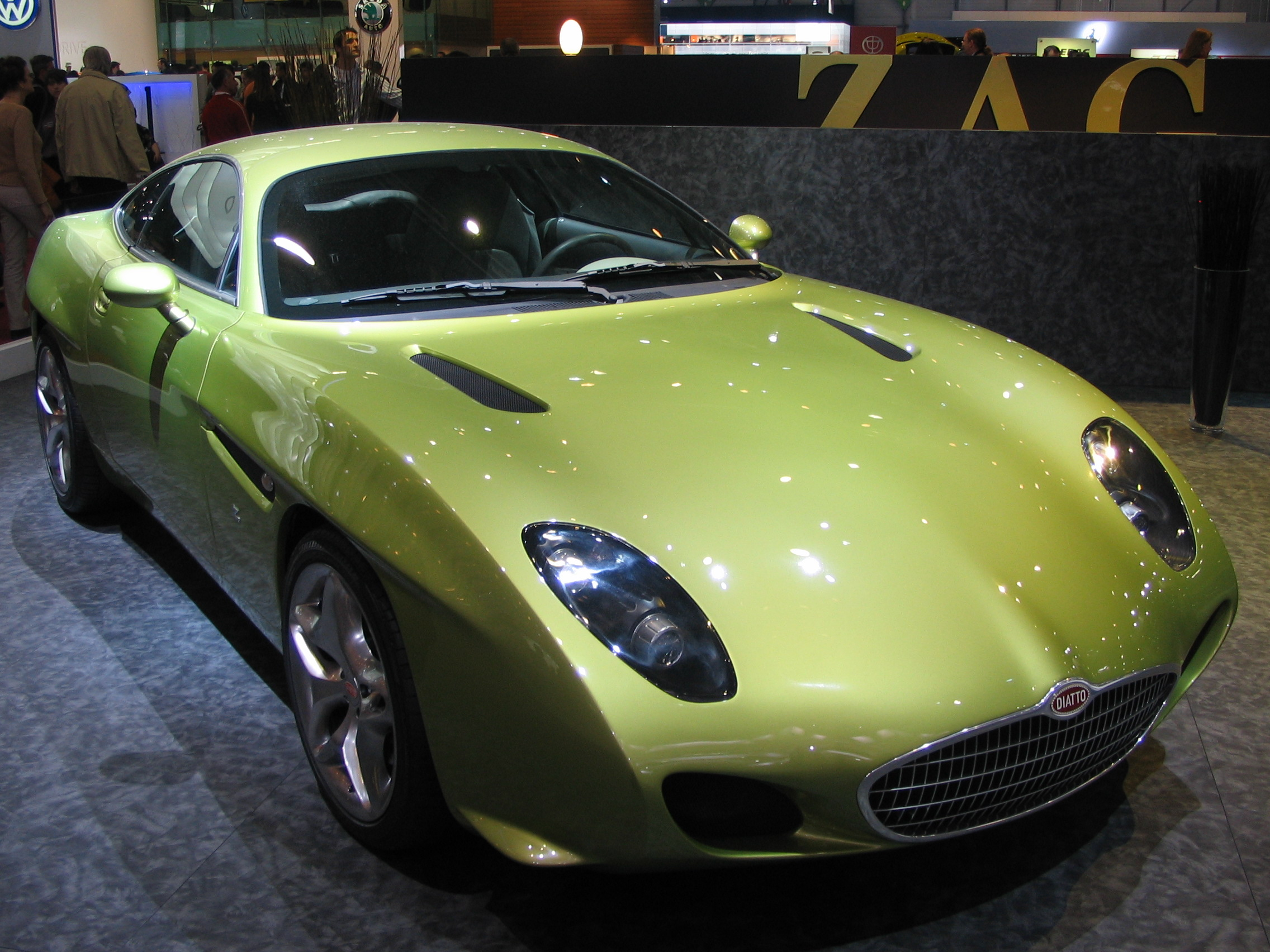
Il prototipo Diatto GT Ottovù by Zagato del 2007

In occasione del centenario dalla fondazione dell'azienda automobilistica torinese, il marchio Diatto è stato ripreso dalla carrozzeria Zagato per realizzare una dream car su meccanica Ford Mustang, variamente rivista sia nell'assetto, sia nel propulsore, elaborato dalla Cosworth per raggiungere una potenza superiore ai 500 CV. Denominata Diatto GT Ottovù by Zagato, fu presentata al salone dell'automobile di Ginevra nel 2007.
Pur celebrando l'anniversario della Diatto, la denominazione "GT Ottovù" e la linea della carrozzeria sono chiaramente ispirate alla Fiat Ottovù Elaborata Zagato che, negli anni 1950, conquistò cinque campionati nazionali di velocità in categoria Gran Turismo e varie vittorie internazionali. L'annunciata costruzione in piccola serie della Diatto GT Ottovù tuttavia non arrivò mai alla fase produttiva.

## L'attività sportiva
Già dal 1906 Diatto partecipò e vinse numerose competizioni sportive, ma furono i successi commerciali del primo dopoguerra che aprirono definitivamente la strada alle corse. Nella prima corsa del dopoguerra, la Parma-Poggio di Berceto, la casa piazzò due vetture ufficiali al primo e al secondo posto: una Diatto 30 -Bugatti e una Diatto 4DC.
Nel 1921 venne costruita una serie di auto da corsa con telai Diatto Sport, motorizzati Bugatti 4 cilindri, 1.500 cm³ con compressore; le vetture vinsero rally  internazionali, quali ad esempio il Gran Premio Gentleman di Brescia (Primo Gran Premio d'Italia), le cronoscalate Susa–Moncenisio, Aosta-Gran San Bernardo. Anche i telai Bugatti da competizione tipo  “Brescia da corsa”, vennero a loro volta dotati dei potenti motori 2 litri Diatto a 16 valvole, a riprova della reciproca versatilità tecnologica applicata anche alle competizioni.
Nel periodo di attività della squadra corse furono molti i piloti che si alternarono alla guida delle vetture; tra gli altri Alfieri e Ernesto Maserati, Tazio Nuvolari, marchese Diego de Sterlich (ex-Bugatti), conte Gastone Brilli-Peri (poi campione Alfa Romeo), baronessa Maria Antonietta Avanzo, Franz e Carlo Alberto Conelli, Cesare Schieppati, Emilio Materassi, Guido Meregalli, Giulio Aymini, Domenico Gamboni.
Nel 1922 Alfieri Maserati venne nominato team manager della squadra corse; al 1° "GP d'Autunno" di Monza vinse con una Diatto 3000 davanti a Ugo Sivocci su Alfa Romeo, seguirono le vittorie a Targa Florio, Circuito di Cremona, Coppa della Consuma, Colline Pistoiesi, Aosta-Gran San Bernardo, Parma-Poggio di Berceto, Limonest e Schabenberg in Francia, Gothenbourg e Bollans in Svizzera, Rebassada (Barcellona) e Valencia in Spagna.
Tra il 1924 e il 1925, Alfieri Maserati, sotto la guida del direttore tecnico della Diatto, ing. Coda, progettò un motore 8C compressore di 1995 cc: nacque così la 8C Grand Prix compressore da 160 CV, carrozzata da Schieppati, che venne presentata a Monza il 14 giugno 1925, in occasione della fondazione, da parte dei sostenitori della Diatto, dello storico "Club dei cento all'ora". Maserati effettuò alcuni giri dimostrativi e raggiunse con l'auto la velocità di 180 km/h.
Nel 1926, Maserati ricevette, grazie anche al sostegno economico di de Sterlich, alcuni telai della Tipo 30 sport, equipaggiati con motori 8C, cambi, sospensioni e molte parti meccaniche; da questa operazione nacque la Maserati Tipo 26 e iniziò la storia della Maserati.

### I primi successi
- 1906 – Germania, Coppa Herkomer (1800 km. da Francoforte sul Meno a Innsbruck, vincendo contro 134 concorrenti
- 1906 - Svizzera, Lugano-San Gottardo (7 ore di velocità in montagna)
- 1906 - Italia - Coppa del Turismo (4.000 km, 11 tappe, 48 concorrenti in rappresentanza di 19 case automobilistiche)
- 1907 – Francia, Coppa di Cannes “Record internazionale di minore consumo” (100 km. con 10 litri di carburante)
- 1908 – Russia, Pietroburgo-Mosca (gara di velocità di 700 km)
- 1909 – Italia, Modena “Record del miglio” (gara di velocità)
- 1910 – Regno Unito, Inghilterra, Brooklands, vittoria che replicò nel 1927 nella Sei Ore Di Essex.
- 1913 – Italia “Parma-Poggio di Berceto” (corsa in salita)
- 1914 – Spagna, Barcellona “Coppa della Rebassada”
- 1914 - Francia “Coppa del Turismo” (3120 km., prima per il migliore rendimento ed efficienza meccanica). L'auto guidata personalmente da Vittorio Diatto, era una "4C" con un motore di 3.700 cm³.